# Lamborghini Diablo
El Lamborghini Diablo és automòbil esportiu construït per l'empresa italiana d'automòbils Lamborghini entre els anys 1990 i 2001.
El nom "Diablo" està inspirat en el brau Diablo, un ferotge bou criat pel duc de Veragua al segle xix, que l'11 de juliol de 1869 a Madrid es va enfrontar en una batalla èpica amb el torero José De Lara.
El projecte estilístic original va néixer a partir d'un disseny a llapis de Marcello Gandini, en una versió modificada sobre la base de les seves pròpies directives. Després de la crisi energètica en el sector de l'automoció de mitjans dels anys 80, Automobili Lamborghini SpA va ser adquirida pel grup Chrysler, la direcció va decidir encomanar la part final del desenvolupament al Chrysler Styling Center a Detroit. A principis de 2002, el Diablo va ser substituït pel Lamborghini Murciélago.

## Lamborghini Diablo (1989)

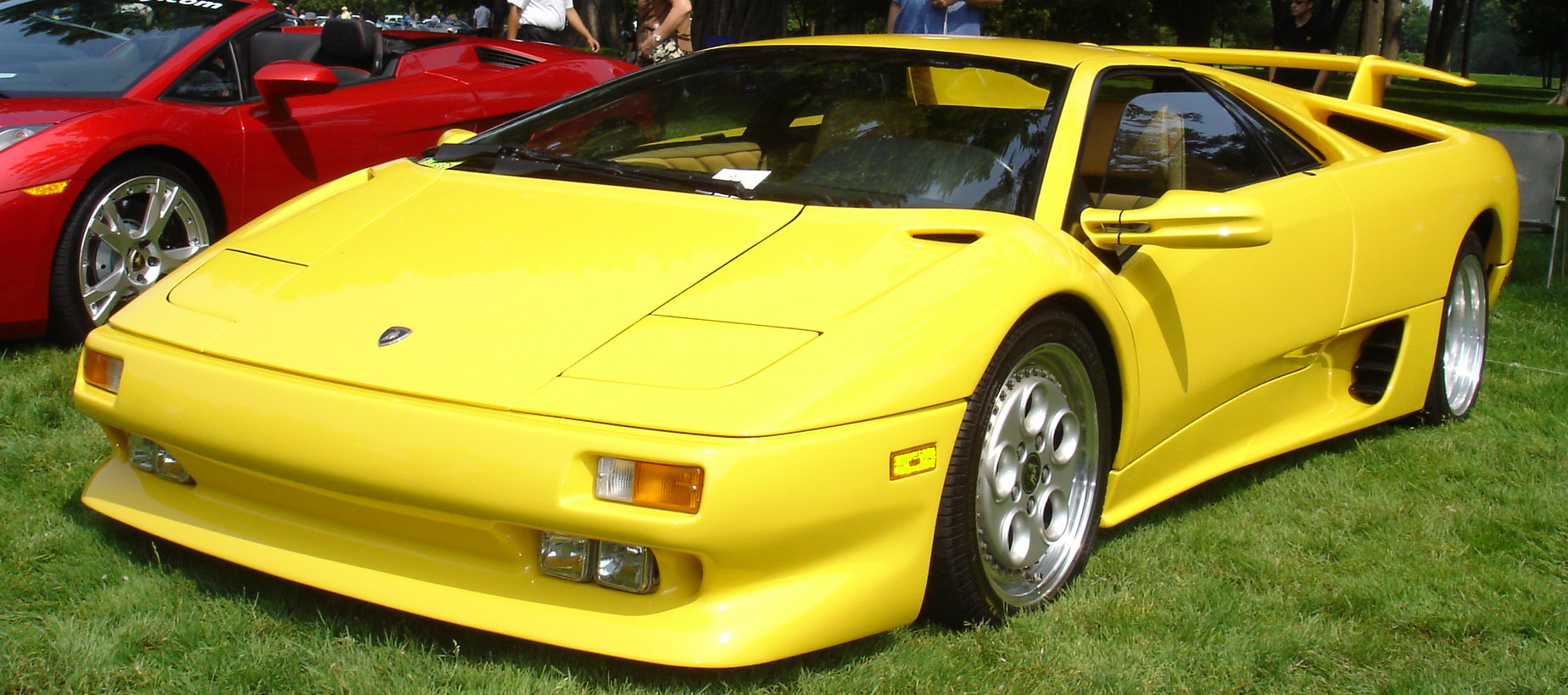
Lamborghini Diablo de 1990.

Lamborghini va començar a desenvolupar el Diablo el 1989 com un reemplaçament del Countach, el que ja venien desenvolupant des de 1974. Va ser llançat al mercat el 21 de gener de 1990 amb un preu base de 240 mil dòlars.Tenia un motor Lamborghini V12 de 5.7 litres amb 48 vàlvules. Aquest motor produïa 492 cavalls de força. Era de tracció posterior. Arribava de 0-100 en 4 segons, i podia arribar a la velocitat màxima de 325 quilòmetres per hora.
No tenia luxes, era d'una austeritat notable per al preu de venda. Venia amb una ràdio de funcions bàsiques (la lectora de CD es podia demanar opcional), finestres manuals, seients ajustables i frens sense ABS. Alguns detalls de luxe eren per exemple que el seient del conductor era modelat especialment per ajustar-se a les mesures del comprador, i un joc d'equipatge de fàbrica (valorat en $ 2.600), així com un luxós rellotge Breguet valorat en 10 mil dòlars.

## Diablo VT i Diablo VT Roadster

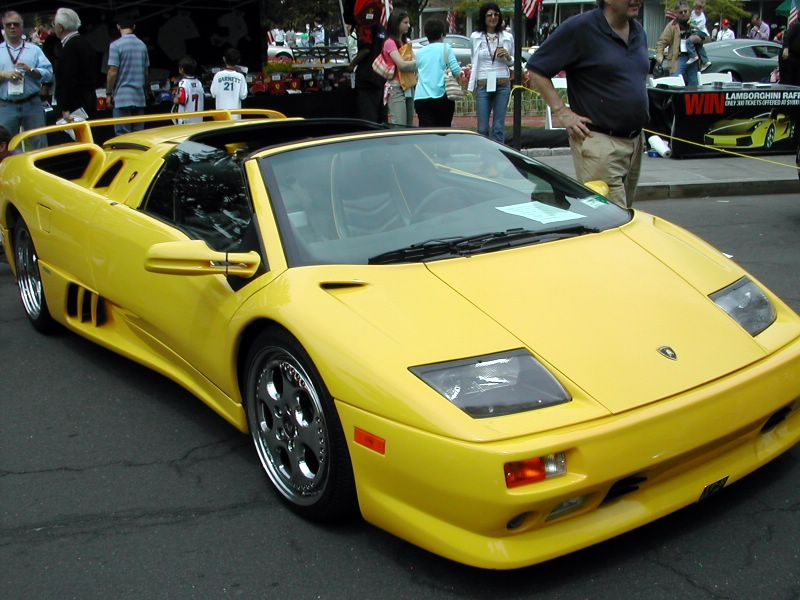
Lamborghini Diablo VT Roadster.

Tres anys després de llançat el Diablo original va sortir al mercat el Diablo VT, que va ser fabricat entre 1993 a 1998, i després el 1995 va sortir el Diable VT Roadster. Va ser un redisseny gairebé complet que van fer de l'acte, ja que va passar a tenir tracció en les quatre rodes, un sistema de maneig millorat d'energia, calibradors de fre de quatre pistons, actualitzat el disseny del tauler d'instruments, i agregar un nou sistema de suspensió amb amortidors de xoc temperats de Koni. El sistema de suspensió es podia deixar en mode automàtic i deixar que ho controlés un ordinador, o manualment el conductor podia escollir quatre maneres des d'uns botons a la cabina. En aquests models seguien sense tenir ABS.
El 1999 Lamborghini va redissenyar els Diable VT i VT Roadster. Tenien noves rodes, frens més grans, ara sí amb ABS. Tenia una potència de 530 cavalls de força, i arribava de 0-100 km / h en 3,9 segons.
Finalment en 2001 se li van realitzar els darrers canvis al Diablo. Es diu que quan Audi va comprar Lamborghini van voler introduir canvis al Diablo mentre dissenyaven un reemplaçament, per poder així seguir guanyant diners amb aquest clàssic. Va ser anomenat Diable VT 6.0. A part d'un redisseny cosmètic important del vehicle, el canvi principal va ser que va passar d'un motor 05/07 a 6.0.

## Diablo SE30 Jota
En 1995 Lamborghini va crear un nou model del Diablo, el SE30 Jota el qual arribava els 595 cavalls de força i també van introduir una caixa de canvis de sis marxes. Només es van construir 28 vehicles.